# Margaret Murray Washington
Margaret Murray Washington, född 1865, död 1925, var en amerikansk aktivist. 
Hon deltog i First National Conference of the Colored Women of America 1895, och blev ordförande för National Federation of Afro-American Women som bildades där. 1896 var hon en av medgrundarna till National Association of Colored Women, som förenades med National Federation of Afro-American Women. Hon var ordförande för National Association of Colored Women 1912–1916. 